# Arquitetura minoica

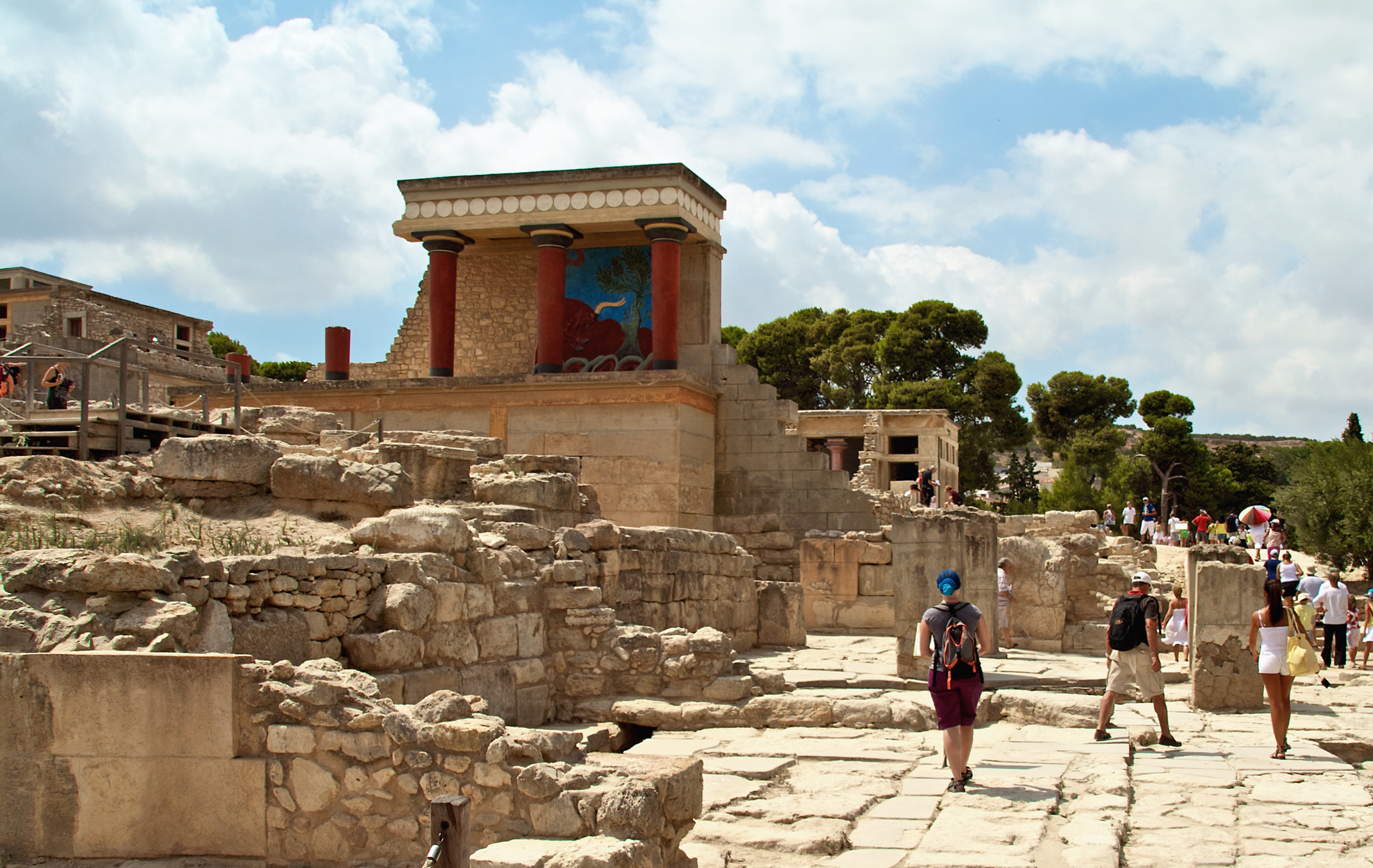
No palácio minoico de Cnossos

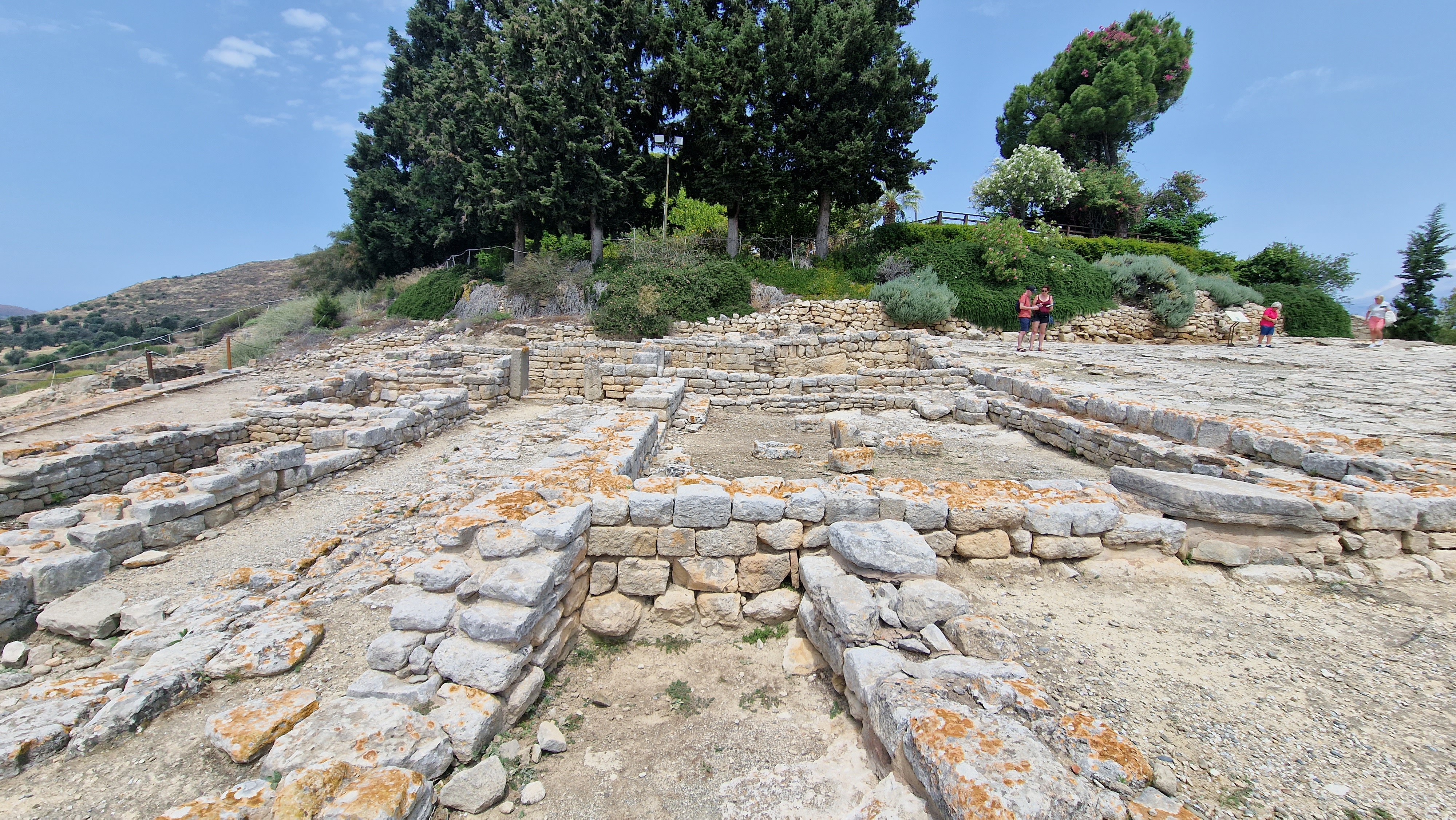
Pátio superior de Festo

A arquitetura minoica é representada por todas as obras de construção realizadas pela própria civilização cretense durante a Idade do Bronze (cerca de 3 000 - 1 050 a.C.); A civilização minoica (que leva o nome do famoso rei de Creta Minos) representa, juntamente com a civilização micênica, o exemplo mais importante e significativo da cultura arquitetónica da bacia do Mediterrâneo, uma encruzilhada entre a Europa, o Egito e o Oriente, durante o III e o II milénio a.C..
Estas culturas conseguiram expressar um elevado nível arquitectónico, único, original e, em muitos aspectos, precursor da arquitectura grega. A arquitetura minoica, que se desenvolveu na ilha de Creta, em particular nas cidades de Cnossos, Festo e Mália, é dividida cronologicamente pelos historiadores em quatro períodos, ligados aos acontecimentos dos grandes palácios:
- Período Pré-Palacial (2500–2000 a.C.);

- Período dos primeiros palácios ou Protopalacial (2000–1700 a.C.);

- Segundos Palácios ou Período Neopalacial (1700–1400 a.C.);

- Período Pós-palacial (1400–1100 a.C.).

## Cronologia
A cronologia atribuída às distintas fases da civilização minoica não é clara mas enquadra-se num espaço temporal de cerca de dois mil anos, desde cerca de 3000 a 1000 a.C. A divisão tradicional de Minoico Antigo, Médio e Tardio cunhada por Arthur Evans a partir de um
conhecido verso da Odisseia de Homero (XIX 179), que refere o retorno do rei Minos ao Olimpo a cada nove anos (ennéôros), foi adotada por outros especialistas e subdividida em distintas fases, às quais se atribui a numeração romana, I, II e III. Por vezes estas fases são apresentadas segundo outra divisão cronológica a partir dos estudos de Nikolaos Platon, que adotou como termo de referência as distintas fases palacianas e o momento da sua destruição. Se conjugarmos as duas propostas cronológicas as fases do Minoico Antigo I, II e III e Minoico Médio IA, correspondem ao período Pré-Palaciano. O momento coincidente com a edificação dos primeiros palácios adota a designação de período Proto-Palaciano e abrange os períodos Minoico Médio IB e Minoico Médio IIA e B. Segue-se o chamado período Neo-Palaciano, coincidente com o maior esplendor desta civilização e momento de reedificação destes complexos palacianos, abrangendo os períodos Minoico Médio IIIA a Minoico Tardio (ou Recente) II. Por fim, a última fase, anterior à ocupação dos micénicos, é designada por período Pós-palaciano e abrange os períodos Minoico Tardio (ou Recente) IIIA a IIIC. A dificuldade em seguir uma cronologia com base no sistema palaciano, cujas fases não são ainda bem conhecidas, leva-nos a adotar o modelo Evans, aperfeiçoado por outros autores. 

## Edifícios cretenses

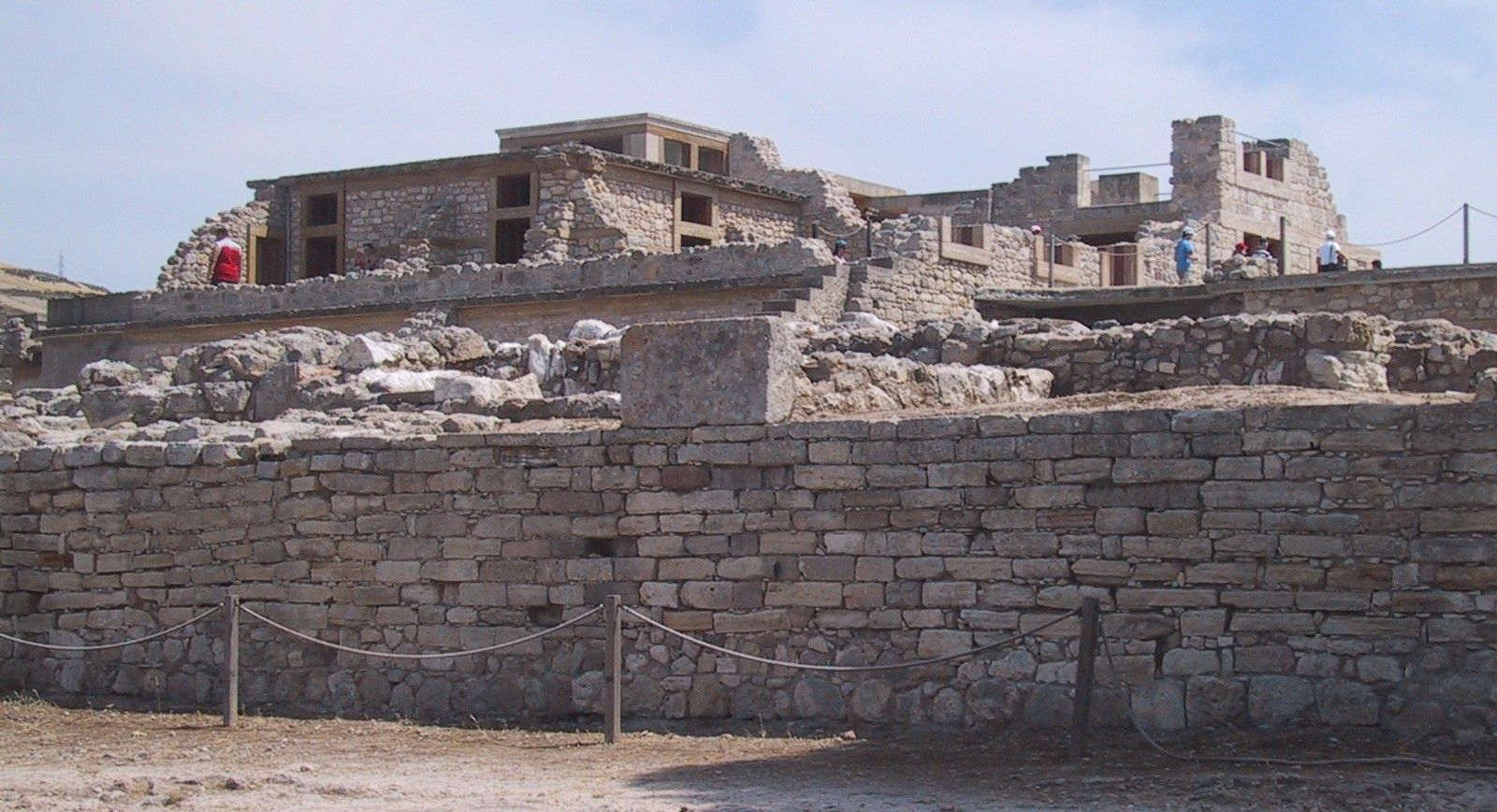
Ruínas do Palácio de Cnossos

No Período Pré-Palacial os edifícios apresentam as características construtivas típicas do Neolítico: são feitos de tijolos de barro cru secos ao sol, colocados sobre uma base de pedra. Só mais tarde o uso da pedra foi alargado a toda a construção: emblemático é o caso dos aglomerados urbanos encontrados em Mirtos e Vasilicí, na parte oriental da ilha. No contexto funerário, é muito difundido o túmulo de tolo, uma construção circular em pedra com cobertura em cúpula falsa, composta por fiadas concêntricas de elementos de pedra salientes.
É durante o período dos primeiros palácios que assistimos ao nascimento nas cidades de Cnossos, Festo e Mália dos imponentes complexos palacianos pelos quais a ilha de Creta é conhecida há séculos. O palácio é a residência do soberano, o verdadeiro núcleo gerador em torno do qual se desenvolve todo o centro habitado, através de sucessivas estratificações e agregações. Está implantado em torno de um grande pátio retangular, paralelo ao eixo norte-sul, em torno do qual se desenvolve uma densa rede de espaços de convivência, salas de recepção, armazéns, laboratórios, caminhos e escadas: todos organizados segundo uma planta livre. - ditada mais por necessidades contingentes do que por um modelo rígido - e caracterizada pela rica decoração e pelo elevado nível tecnológico dos sistemas.

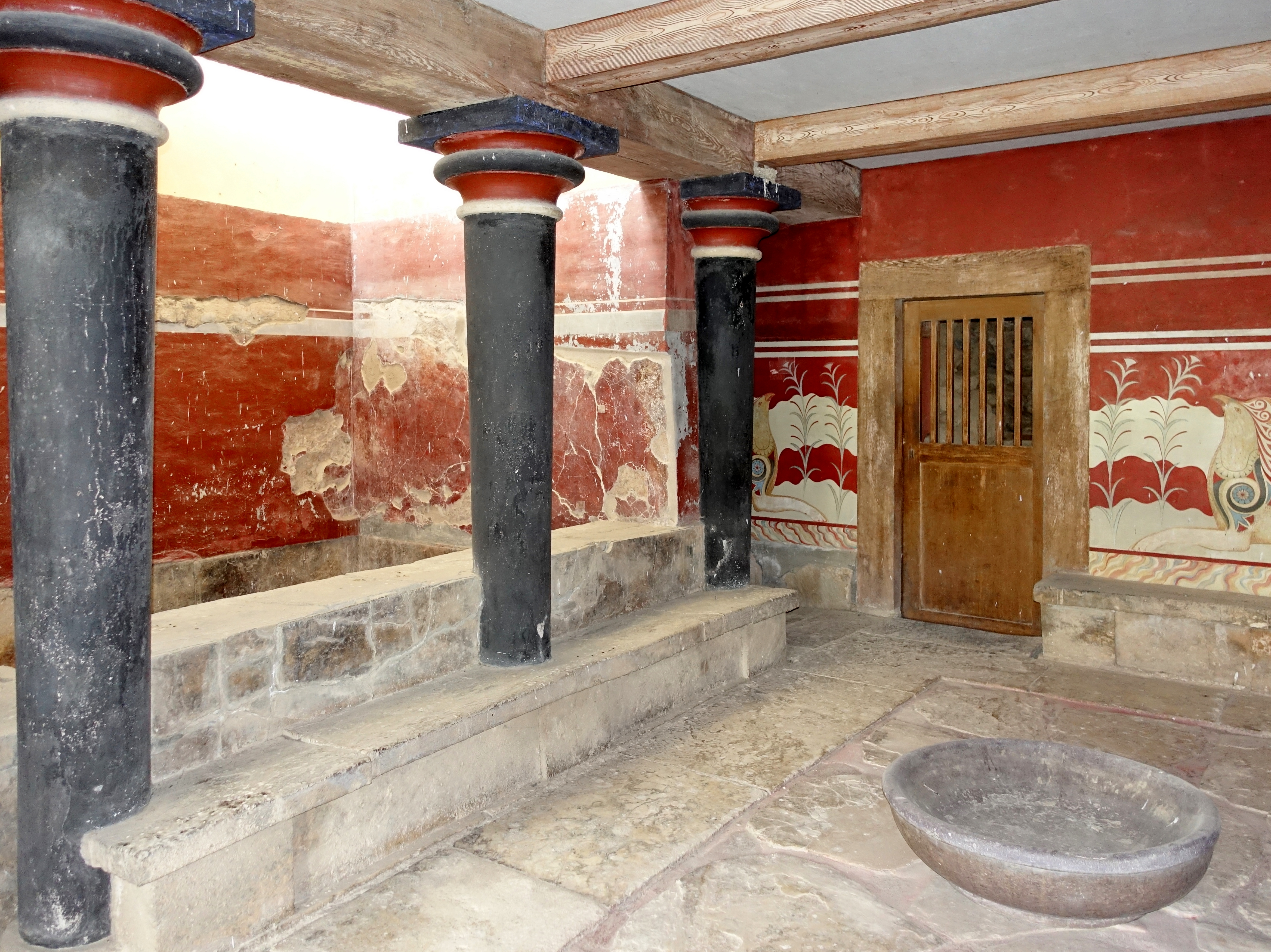
Camara interior do Palácio de Cnossos

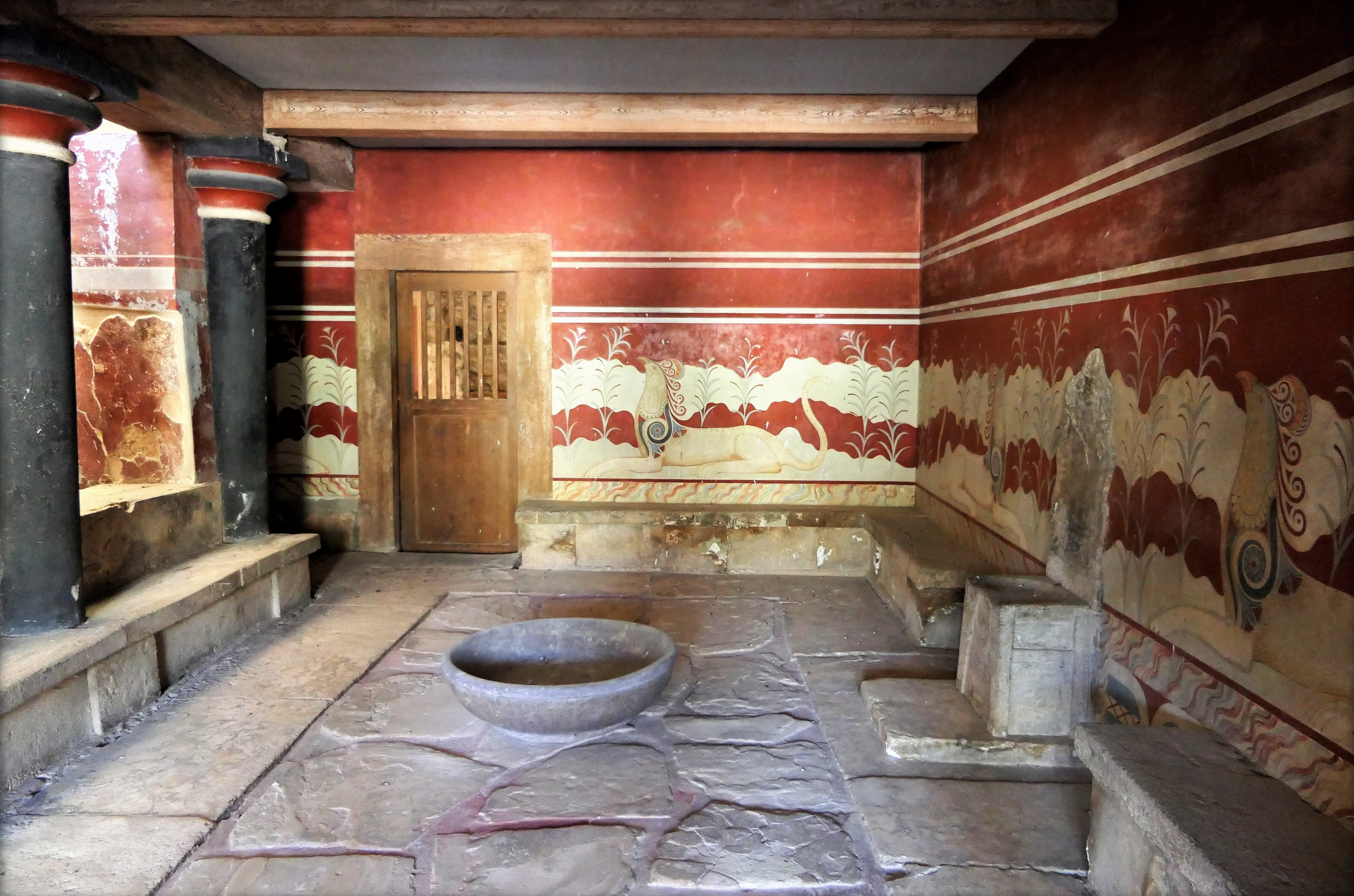
Sala do Palácio de Cnossos

Na extrema articulação e complexidade dos espaços, muitos estudiosos identificaram referências ao mito do labirinto, uma construção lendária erguida pelo rei Minos para encerrar o Minotauro, figura mitológica de um homem com cabeça de touro, que então foi morto por Teseu com a ajuda do fio que Ariadne lhe deu. Além das suas dimensões majestosas, os palácios da civilização minoica apresentam outras peculiaridades importantes: decorações suntuosas (entre as quais se destacam numerosos frescos murais e os revestimentos de gesso de alabastro que embelezam os pisos), sistemas de abastecimento de água e drenagem através de um sistema de tubos de terracota. (tecnicamente avançado para a época) e ausência de estruturas defensivas, tornadas supérfluas durante muitos séculos pela presença do mar.

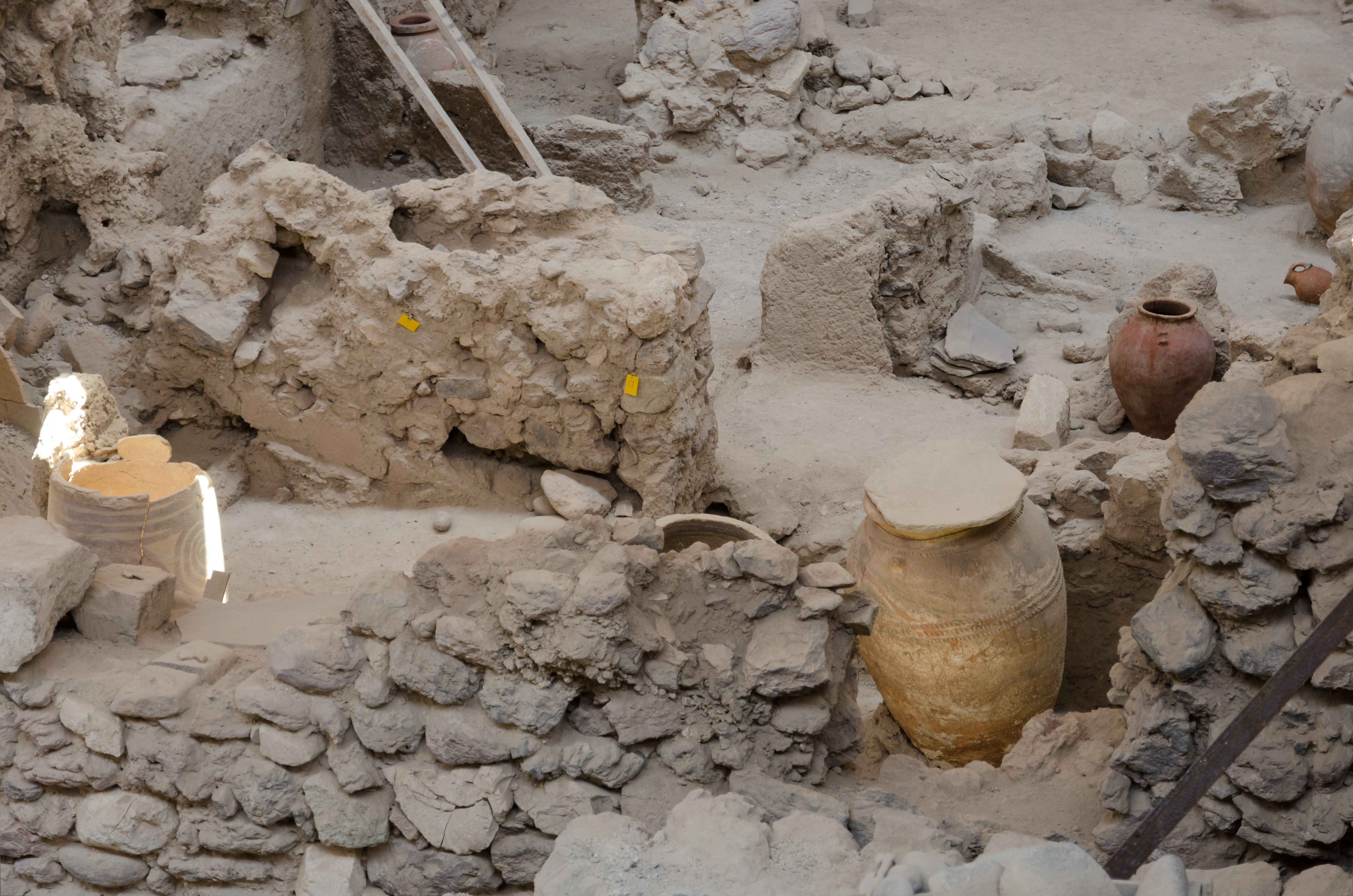
Sítio arqueológico de Acrotíri, Santorini

### Tipologias
Com exceção das salas de culto no interior dos palácios, a arquitetura minóica não deixou testemunhos de templos, a explicação reside no carácter naturalista da região, que se servia de grutas nas montanhas para celebrar os seus ritos. A arquitetura funerária, pelo contrário, está documentada pelos inúmeros exemplos situados nas necrópoles, que circundam os grandes centros. Eram tumbas de inumação, onde o cadáver era depositado na terra, ou em sarcófagos (entre estes, é de destacar o belo exemplar pintado procedente da Hagia Tríada).
Os tipos de sepulturas eram três: em poço, em cova e em câmara; as tumbas escavadas na rocha também podiam estar reunidas num único edifício com várias compartimentos (necrópole de Crisolacos, ao norte de Mália), onde se situavam os altares para as oferendas e os enxovais funerários com objetos de ouro.

## Palácios

### Palácios

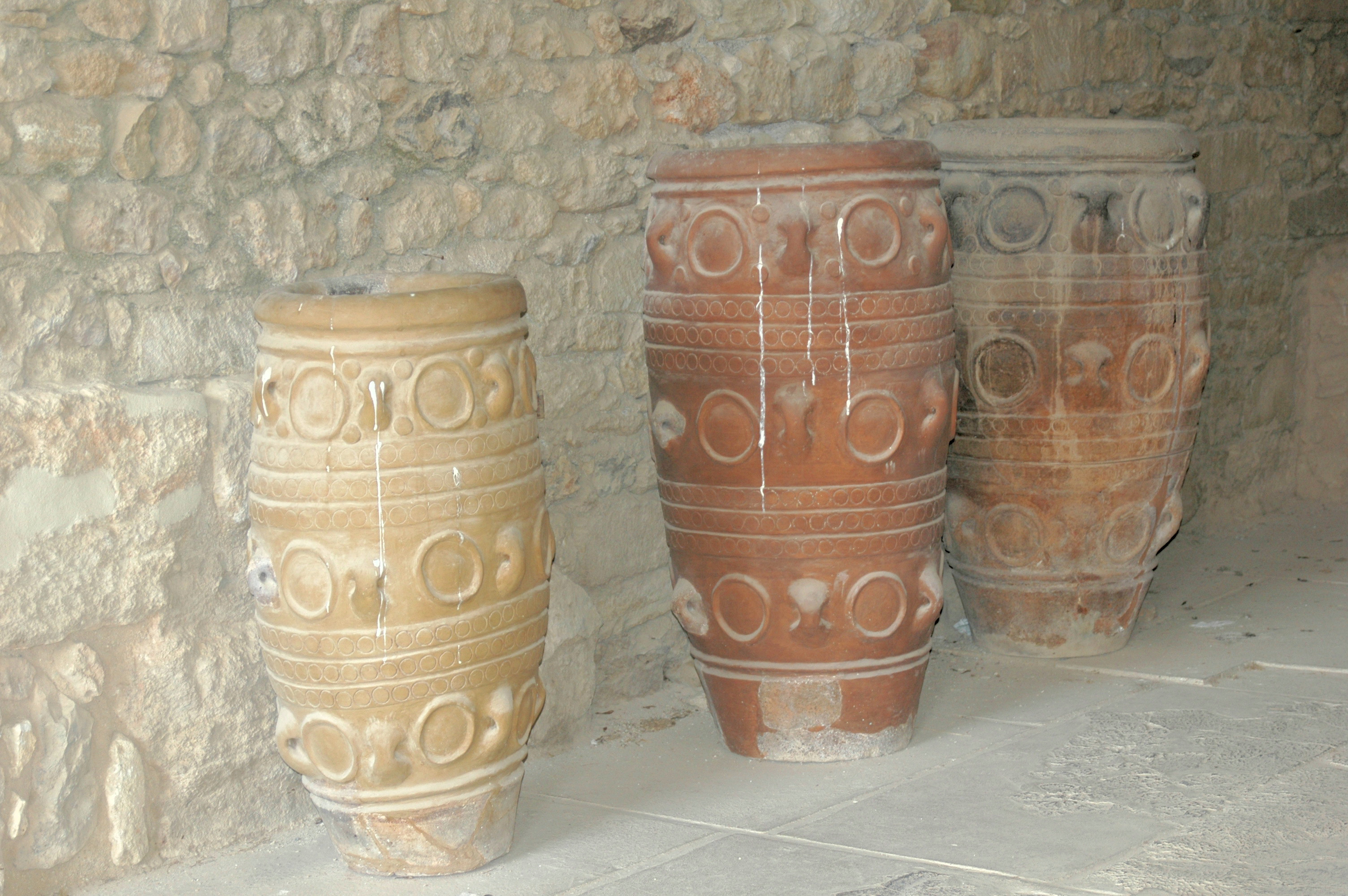
Potes de armazenamento (pitos) em Cnossos

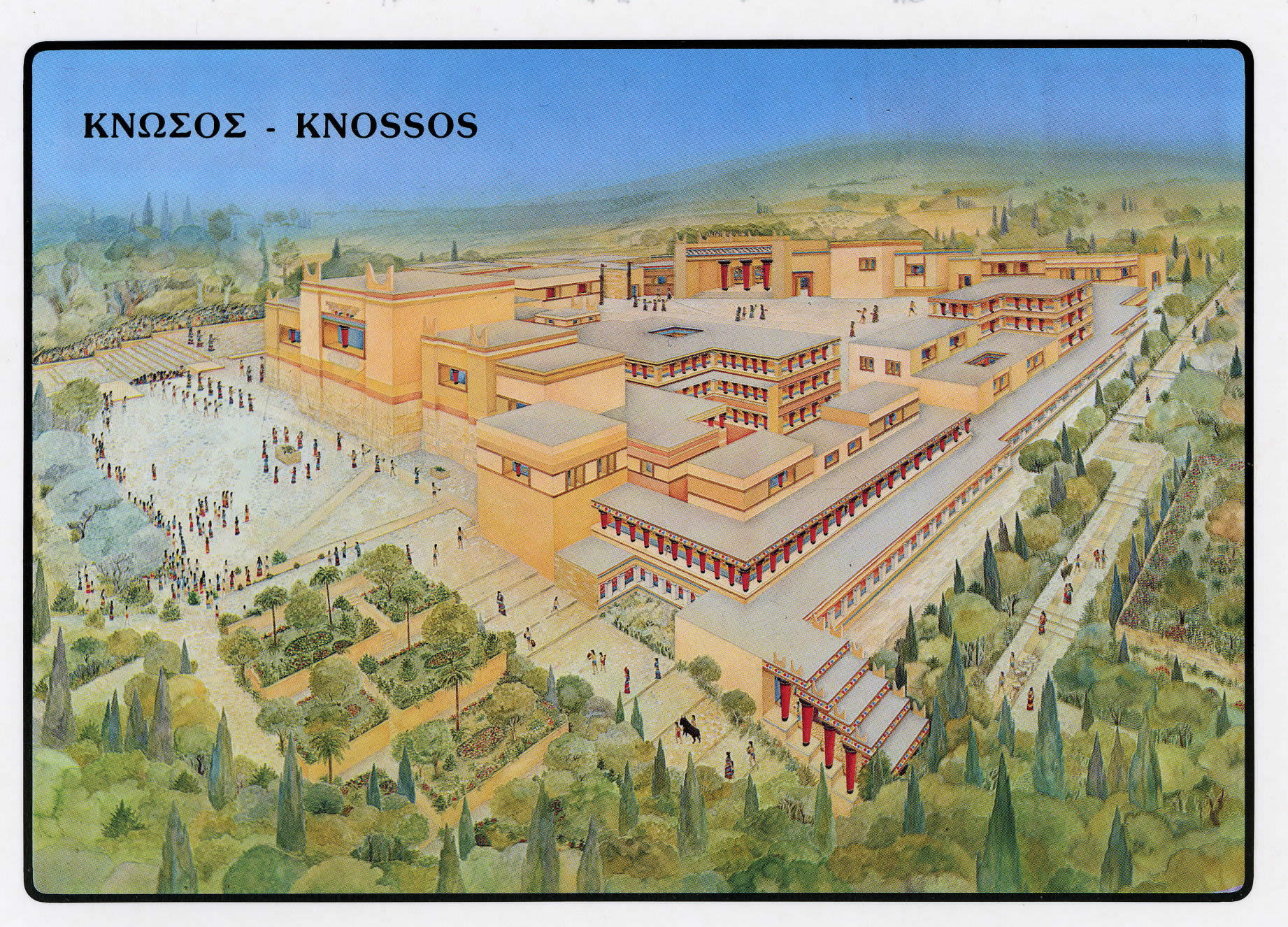
Reconstrução do Palácio de Cnossos

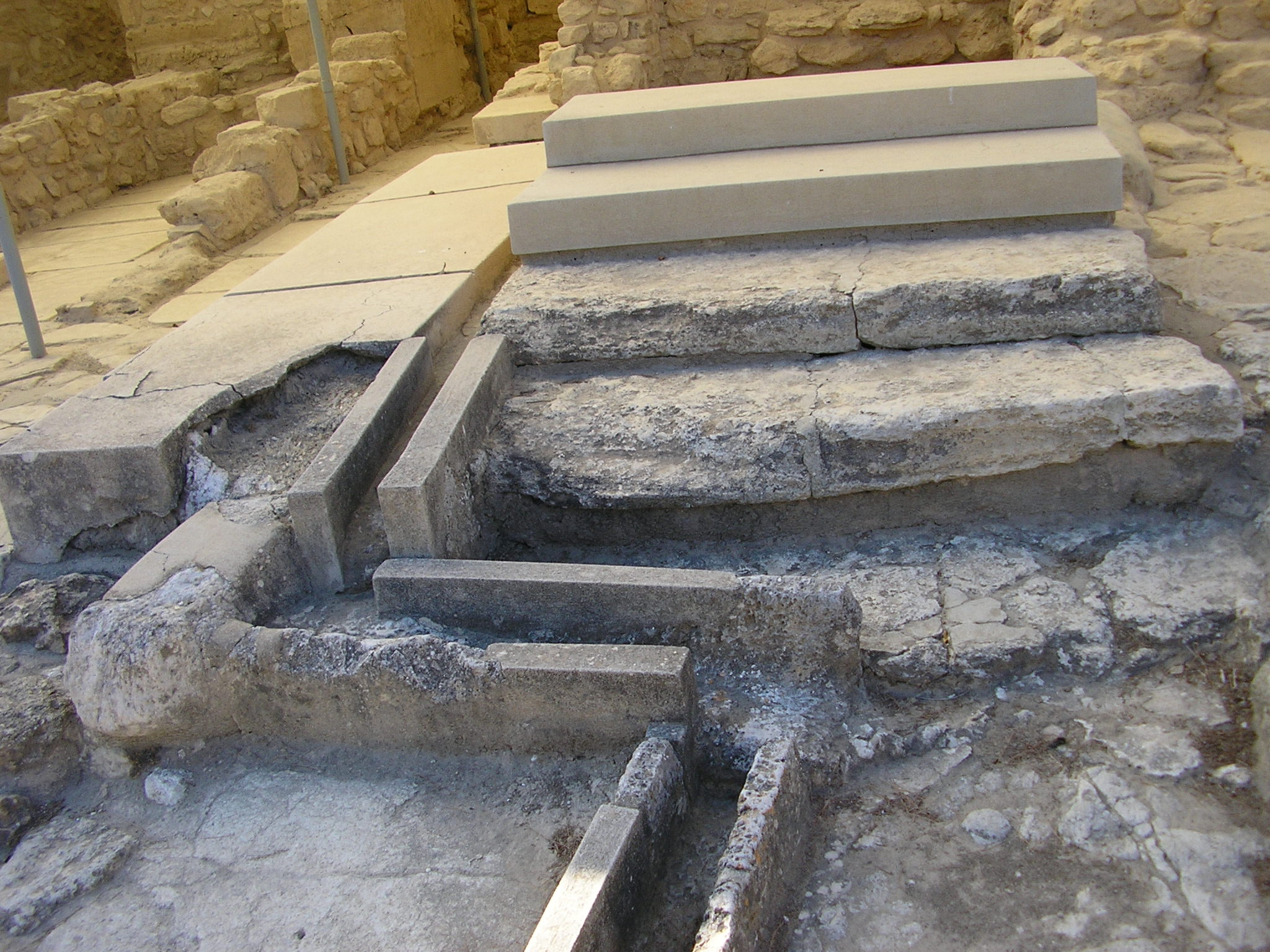
Esgotos do Palácio de Cnossos

Os minoicos construíram grandes complexos conhecidos como palácios. No entanto, apesar do nome, é geralmente aceite que não serviam principalmente como residências reais. Os mais conhecidos deles estão em Cnossos, Festo, Cato Zacro e Mália.
Os palácios minoicos consistem em alas dispostas em torno de um pátio retangular aberto. As alas têm geralmente vários andares, com escadas interiores e exteriores, poços de luz, colunas enormes e grandes câmaras de armazenamento. Os vários palácios têm um estilo bastante uniforme, embora cada um tenha características únicas. Estão geralmente alinhados com a topografia circundante, em particular com as montanhas sagradas próximas. Por exemplo, o palácio de Festo parece estar alinhado com o Monte Ida e Cnossos está alinhado com o Monte Juctas, ambos num eixo norte-sul.
Os primeiros palácios são geralmente datados do período MM IB  (c. 1925–1875 a.C.). No entanto, não surgem de desenvolvimento espontâneo, mas antes do culminar de uma tradição arquitetónica mais longa. O estilo do palácio tem precedentes nos estilos de construção do período minoico inicial e os edifícios anteriores eram por vezes incorporados nos palácios posteriores. Considera-se que o palácio de Mália atinge o estatuto de palácio no final do período minoico inicial.  Os palácios eram continuamente renovados e alterados, com o seu estilo alterando ao longo do tempo. Por exemplo, os primeiros palácios tinham uma disposição quadrada dentro de um quadrado, enquanto as renovações posteriores introduziram mais divisões internas e corredores. 
A função dos palácios é motivo de debate, embora se saiba que incluíam escritórios administrativos, santuários, oficinas e espaços de armazenamento.

### Canalizações
Durante a Era Minoica, foram construídas extensos cursos de água para proteger a população em crescimento. Este sistema tinha duas funções principais: em primeiro lugar, fornecer e distribuir água e, em segundo lugar, realocar esgotos e águas pluviais.  Um dos aspetos que definem a Era Minoica foram os feitos arquitetónicos da sua gestão de resíduos. Os minoicos utilizavam tecnologias como poços, cisternas e aqueduto para gerir os seus abastecimentos de água. Considera-se importantes os aspetos estruturais dos seus edifícios. Telhados planos e abundantes pátios abertos eram utilizados para recolher água para ser armazenada em cisternas.  Significativamente, os minoicos possuíam dispositivos de tratamento de água. Um desses dispositivos parece ter sido um cano de barro poroso através do qual a água fluía até ficar limpa.

### Colunas

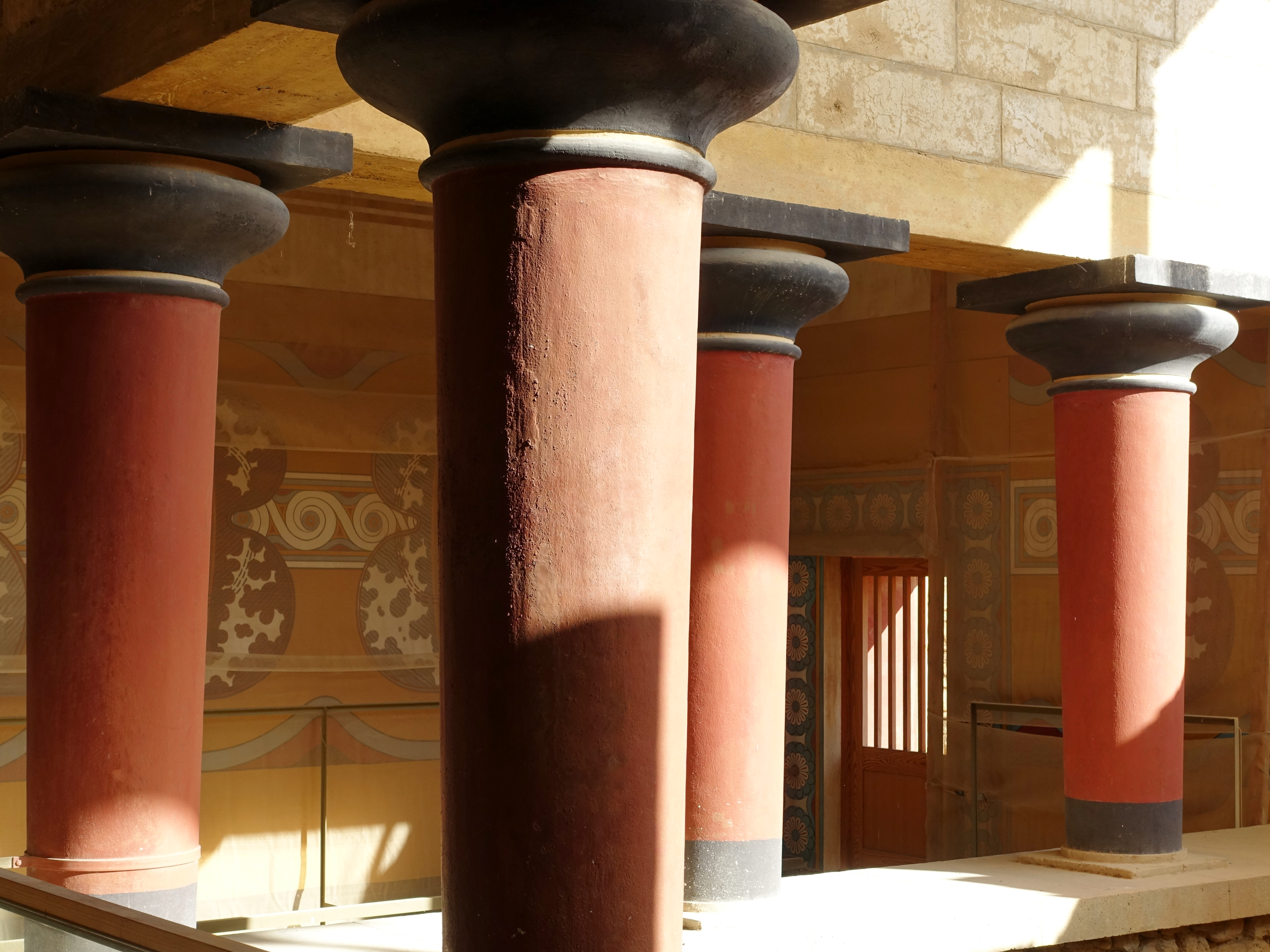
O Salão das Colunas em Cnossos

Para suportar o telhado, algumas casas mais altas, especialmente os palácios, usavam colunas feitas geralmente de Cupressus sempervirens, e por vezes de pedra. Uma das contribuições minoicas mais notáveis para a arquitetura é a sua coluna invertida, mais larga na parte superior do que na base (ao contrário da maioria das colunas gregas, que são mais largas na parte inferior para conferir uma maior impressão de altura). As colunas eram feitas de madeira (e não de pedra) e eram geralmente pintadas de vermelho. Montados sobre uma simples base de pedra, eram encimados por um capitel redondo.

### Palácio de Cnossos

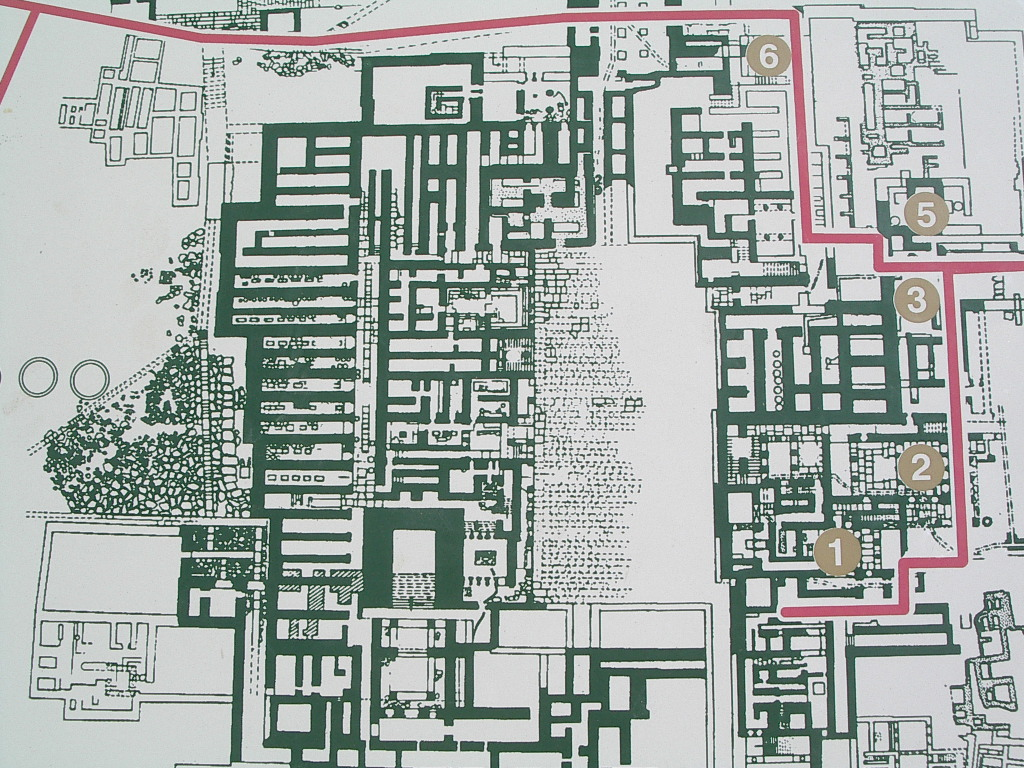
Planta do palácio Cnosso após reconstrução c. 1700 a.C - 1500 a.C. Janson (1996, p. 42) relata que os primeiros palácios foram destruídos por volta de (fim do período proto-palaciano). Outras estruturas maiores foram edificadas nos mesmo locais, cerca de cem anos depois, constituindo os novos palácios que, por sua vez, foram destruídos por volta de (período neopalaciano)

O maior palácio de Creta era Cnossos (por volta de 1 900 a.C.). Minos Calocairinos descobriu, apenas a uns seis quilómetros da capital, na colina de Kefala, o local onde estava enterrado o palácio de Cnossos. Este lugar, conhecido pelo nome tou Tselve he Kephala (do grego κεφάλα, promontório, e do turco tselevi, terratenente) foram encontrados os primeiros dados sobre a sociedade e a economia de Creta, escritos em tábuas de argila. Na mitologia grega clássica, Cnossos era o palácio do rei Minos. Como sabemos graças aos trabalhos arqueológicos, era muito grande, e pouco elegante por fora, pelo menos comparado com os palácios da Assíria e da Pérsia; não foi construído na tentativa de encontrar tal efeito de unidade e grandeza. Por dentro, com os tecto baixos, os corredores e salas não eram muito grandes. Em qualquer caso, as galerias com colunas, as escadas e os pátios ventilados dariam uma agradável sensação de amplitude e abertura. Algumas das paredes, decoradas com pinturas requintadas, preservaram até hoje uma elegância vazia. O trabalho de alvenaria também é excelente nos palácios minoicos. Não é possível afirmar com total certeza quem foram os governadores que mandaram construir os palácios, se foram príncipes guerreiros, reis santos como os do Egito e da Mesopotâmia, ou mercadores, mas depois de examinar os vestígios que vieram à luz no trabalho arqueológico, parece que há razões para dizer que teriam sido comerciantes, no mínimo, os de armazéns, fábricas que aí foram descritos e os arqueólogos mostraram que o palácio não era uma simples residência real, mas um grande centro administrativo e de atividades comerciais.

Em torno de 1 700 a.C., um terremoto destruiu palácio que, posteriormente, foi reconstruído com vários andares, e as construções, unificadas ao longo de um pátio. Acredita-se que o pátio era utilizado para rituais teatrais e jogos cerimoniais. Na ala Oeste do pátio, situava-se o espaço cerimonial, composto por edificações de três pavimentos. Na ala Leste, predominava o setor habitacional. Todavia, foram encontrados também tecelagens e depósitos, além do mégaro da rainha e a sua sala de banho. Na parte Noroeste, ficava a mais antiga fonte, acessada por uma escadaria com poço de luz. O novo palácio continha inúmeras pinturas murais com motivos naturalistas que representavam cenas de natureza. Algumas pinturas – descobertas nas escavações – se destacam, como o afresco do aposento da rainha, que retrata peixes e golfinhos dando cambalhotas no mar, e o afresco do toureiro, que representa o ritual em que os participantes saltavam sobre as costas do animal. A partir da interpretação dos afrescos, concluíram que os "minoicos eram alegres, cheios de energia, e apreciavam sua beleza e a do mundo natural, contrastando sua arte com a rigidez e a formalidade da arte egípcia". As pinturas evidenciam, ainda, que as mulheres ocupavam posições importantes, algo sem precedentes para a época. A arquitetura do palácio de Cnosso não era monumental. Segundo Janson (1996), os cômodos eram pequenos e os tetos, baixos. O palácio tinha mais de 1.400 cômodos, dispostos de maneira entrelaçada, tortuosa e complicada, que formavam um verdadeiro labirinto. Também tinha água corrente e um sistema de canalização de água e esgoto extraordinário para a época1. 
| “                           | Tubos [...] de terracota transportavam água limpa por uma série de tanques de decantação e sifões para então abastecer as banheiras; esgotos sanitários levavam as águas residuais dos lavatórios e bacias sanitárias. | ” |
| — FAZIO et al., 2011, p. 59 | |   |

| “                     | O palácio foi construído em alvenaria. Porém, as colunas, em madeira. Embora nenhuma delas tenha sobrevivido, sua forma característica (o fuste sem relevos, encimado por um capitel amplo em forma de almofada) é conhecido a partir de representações em pintura e escultura. | ” |
| — JANSON, 1996, p. 42 | |   |